# Juillé, Charente

Juillé este o comună în departamentul Charente, Franța. În 1 ianuarie 2022 avea o populație de 176 de locuitori.